# Cedusa widisca
Cedusa widisca är en insektsart som beskrevs av Kramer 1986. Cedusa widisca ingår i släktet Cedusa och familjen Derbidae. Inga underarter finns listade i Catalogue of Life.